# Szparowanie
|                       |                    |
| Szparowanie           |                    |
| Grafika nieszparowana | Grafika szparowana |

Szparowanie – precyzyjna selekcja fragmentu obrazu w grafice rastrowej. Można jej dokonać za pomocą narzędzi do automatycznej selekcji, jednak w trudniejszych przypadkach precyzyjnego szparowania można dokonać tylko ręcznie za pomocą rysowania obwiedni wokół zaznaczanego obszaru.
Szparowanie wykorzystuje się do obróbki kolorystycznej wybranych obszarów, tworzenia fotomontaży, transformacji kształtu, budowania masek itd.
W fotografii produktowej i reklamowej szparowanie oznacza całkowite wycięcie produktu z tła za pomocą specjalistycznych narzędzi. Przeważnie szparowanie odbywa się przy użyciu tabletów graficznych w programach graficznych takich jak np. Adobe Photoshop. Wyszparowany produkt zapisywany jest w formacie PNG. Zdjęcia z wyszparowanymi produktami wykorzystywane są w sklepach internetowych i na portalach aukcyjnych.